# José Canalejas
José Canalejas (Ferrol, 31 juli 1854 – Madrid, 12 november 1912) was een Spaans politicus en eerste minister.

## Levensloop

### Studies, beroepsloopbaan en activiteiten als schrijver
Als zoon van een spoorwegingenieur ging hij, na zijn hogeschoolstudies aan het Instituto San Isidro in Madrid, rechtswetenschappen en filosofie studeren aan de Complutense Universiteit van Madrid. In 1871 promoveerde hij tot doctor in de rechtswetenschappen, in 1872 tot doctor in de filosofie. Vervolgens werd hij kandidaat-assistent-professor, maar de kandidatuur mislukte omdat hij op universiteitsinterne oppositie stootte. Hij kreeg wel de toelating om professor in de rechten te worden en nadien werd hij docent in de literatuur en de filosofie.
Later verliet hij het onderwijs om een loopbaan bij het spoorwegenbedrijf "Ferrocarriles de Madrid a Ciudad Real y a Badajoz" te beginnen en werd er secretaris-generaal. Ook trad hij op als advocaat in processen tegen andere spoorwegenbedrijven. Als overtuigde aanhanger van de democratie was hij in 1890 tevens de oprichter van het liberale dagblad "Heraldo de Madrid".

### Afgevaardigde
Tijdens de Eerste Spaanse Republiek begon hij aan een politieke loopbaan als lid van de republikeins georiënteerde Partido Demócrata Progresista. Nadat in 1874 de Bourbonmonarchie gerestaureerd werd, trad hij toe tot de Liberale Partij van Práxedes Mateo Sagasta. Voor deze partij werd hij op 21 augustus 1881 verkozen tot afgevaardigde in het Congres van Afgevaardigden en bleef dit tot aan zijn dood. In 1883 was hij een tijd staatssecretaris in de regering van Sagasta.

### Minister en parlementsvoorzitter
Op 14 juni 1888 werd hij door Sagasta gevraagd om minister van Ontwikkeling te worden in zijn nieuwe regering. Hij bleef dit tot en met 11 december 1888, waarna hij tot en met 21 januari 1890 minister van Genadeverzoeken en van Justitie was. Als minister van Justitie deed hij hervormingen in het burgerlijk wetboek. Van 17 december 1894 tot en met 23 maart 1895 was hij minister van Financiën in de vijfde regering onder leiding van Práxedes Mateo Sagasta.
Uit zorgen over de politieke ontwikkeling in de toenmalige Spaanse kolonie Cuba ging hij in 1897 naar Cuba om daar informatie uit de eerste hand te bekomen. Zijn grote interesse zorgde ervoor dat hij, ondanks dat hij al 43 jaar oud was en al lange ervaring als afgevaardigde en minister had, als vrijwilliger toetrad tot het leger. Als teken van zijn dapperheid tijdens de strijdhandelingen werd hij als soldaat onderscheiden met de Orde van Militaire Verdienste. Nadat hij naar Spanje terugkeerde, berichtte hij premier Sagasta van zijn indrukken en vond dat Cuba een zekere autonomie mocht krijgen. Dit laatste leidde echter tot de Spaans-Amerikaanse Oorlog van april tot augustus 1898, waarbij Spanje verloor en de laatste beduidende kolonies (Cuba, Puerto Rico, Guam en de Filipijnen) moest afstaan aan de Verenigde Staten van Amerika.
Van 19 maart tot en met 31 mei 1902 was hij in de laatste regering onder leiding van Sagasta minister van Landeconomie, Industrie, Handel en Openbare Werken. In deze functie pleitte hij voor de oprichting van een arbeidsinstituut.
Op 5 januari 1903 volgde hij de overleden Sagasta op als voorzitter van de Liberale Partij en voerde vanuit deze functie een links-liberale politiek. Die politiek pleitte voor een verdediging van democratische ideeën en voor een scheiding tussen Kerk en Staat.
Van 19 januari 1906 tot en met 30 maart 1907 was hij ter opvolging van Antonio Aguilar Correa voorzitter van het Congres van Afgevaardigden.

### Premierschap
Op 9 februari 1910 volgde hij Segismundo Moret op als premier van Spanje en behield dit mandaat tot aan zijn dood op 12 november 1912.
Wegens de parlementsmeerderheid moest Canalejas zowel in januari als in april 1911 zijn regering herschikken. Van 29 juni 1911 tot en  met 12 maart 1912 was hij hierdoor minister van Genadeverzoeken en van Justitie en van 17 juli tot en met 6 augustus 1911 tevens ad interim van Binnenlandse Zaken. In die tijd was hij de voorzitter van de Interparlementaire Unie.
Tijdens zijn premierschap voerde hij omvangrijke hervormingen uit. Hij schafte de accijnzen af en voerde een algemene dienstplicht in. Ook verbood hij de oprichtingen van nieuwe priesterorden, waarmee hij indirect de macht van de katholieke kerk in Spanje verminderde.
Samen met koning Alfons XIII bezocht hij in 1911 Marokko, waar hij als reactie tegen de Franse bezetting van Fez de bezetting van Larache, Asilah en Ksal-el-Kebir voor Spanje opeiste. Vervolgens begonnen er met Frankrijk onderhandelingen die leidden tot het Verdrag van Fez, waarbij er in Marokko een Frans en een Spaans protectoraat kwam. Als erkenning en ter ondersteuning van het Duitse Rijk besloot hij dit land voorrechten te geven voor de uitvoer van erts uit de regio Melilla.
Ook leidde hij hervormingen in de sociale wetgeving en begon hij met ondersteuning van Enric Prat de la Riba (1870-1917) een poging om de zogenaamde Catalaanse vraag op te lossen door de oprichting van een Catalaans gemenebest. Om de openbare orde te herstellen besloot hij de republikeinse revolte in Catalonië neer te slaan.
Toch voerde hij niet de verwachte politieke hervormingen om de oligarchen te belasten uit en hervormde hij het kiesrecht niet. Hierdoor werd hij op 12 november 1912 door de anarchist Manuel Pardiñas Serrano op het Puerta del Sol in Madrid doodgeschoten. Dit leidde tot een crisis binnen de Liberale Partij en hij werd als partijvoorzitter opgevolgd door Segismundo Moret. 

### Ereambten
Als erkende rechtswetenschapper en als befaamde redenaar was hij van 1893 tot 1894 en van 1903 tot 1905 voorzitter van de Real Academia de Jurisprudencia y Legislación.
Tevens was hij van 13 maart 1900 tot en met 28 juni 1910 lid van de Real Academia de Ciencias Morales y Políticas en in het jaar van zijn dood werd hij nog lid van de Real Academia Española.
- Biblioteca Nacional de España: XX1141434
- Bibliothèque nationale de France: cb12566278g (data)
- Catàleg d'autoritats de noms i títols de Catalunya: 981058511680206706
- CiNii: DA09728940
- Gemeinsame Normdatei: 119379260
- International Standard Name Identifier: 0000 0000 5930 9468
- Library of Congress Control Number: n88001810
- Nationale Bibliotheek van Israël: 987007275969905171
- Système universitaire de documentation: 034967680
- Virtual International Authority File: 45110357
- WorldCat: E39PBJmTmWQTTfVPQwbh63fXh3